# 大城徹
大城 徹（おおしろ とおる、8月4日 - ）は、日本の男性声優。沖縄県出身。2009年1月まで81プロデュースに所属していた。
特技は弓道。

## 出演作品

### テレビアニメ
2006年
- .hack//Roots（PC）

2007年
- Over Drive（観客）
- D.Gray-man（ボーイ）
- 流星のロックマン（サテラポリス、芸人）

### 舞台
- グレシアの森に（ザフォ）
- シンベェと天女たち（盗賊）